# Libnotes innuba
Libnotes innuba là một loài ruồi trong họ Limoniidae. Chúng phân bố ở miền Australasia.